# 宮崎県道52号宮崎空港線
宮崎県道52号宮崎空港線（みやざきけんどう52ごう みやざきくうこうせん）は、宮崎県宮崎市を通る県道（主要地方道）である。

## 概要
宮崎市大字赤江から宮崎市大字本郷南方に至る。

### 路線データ
- 起点：宮崎市大字赤江（宮崎空港）
- 終点：宮崎市大字本郷南方（空港ランプ交差点、国道220号宮崎南バイパス交点）

## 歴史
- 1959年（昭和34年）1月16日 - 宮崎県告示第19号により、宮崎県道宮崎空港線として路線認定される（当時の整理番号は59）[1]。
- 1993年（平成5年）5月11日 - 建設省から、県道宮崎空港線が宮崎空港線として主要地方道に指定される[2]。

## 地理

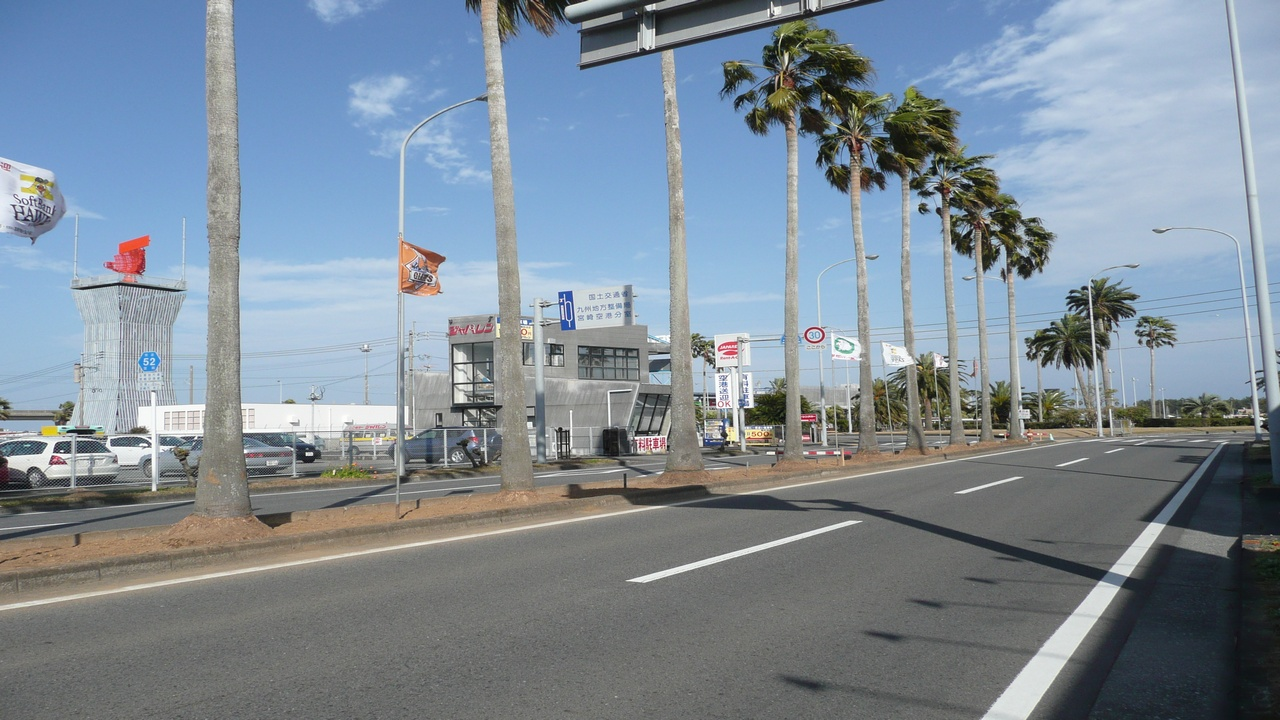

### 通過する自治体
- 宮崎市

### 交差する道路
| 交差する道路               | 交差する場所 | 交差する場所            |
| -------------------------- | ------------ | ----------------------- |
| 国道220号 / 宮崎南バイパス | 大字本郷南方 | 空港ランプ交差点 / 終点 |

### 沿線
- 宮崎空港
- JR九州宮崎空港線 宮崎空港駅